# Alàtir
|  | Per a altres significats, vegeu «Alàtir (riu)». |

Alàtir o Ulàtar (rus: Ала́тырь, Alàtir; èrzia: Ратор, Rator; txuvaix: Улатăр, Ulatăr) és una ciutat de la República de Txuvàixia, a Rússia. Es troba a la confluència entre els rius Surà i Alàtir. És a 149 km al sud-oest de Xupaixkar/Txeboksari, a 116 km de Saransk i a 130 km d'Uliànovsk. És una de les ciutats més antigues de Txuvàixia. Fou fundada el 1552 com una fortalesa a l'emplaçament d'un assentament mordovià. Obtingué l'estatus de ciutat el 1780, guanyant una gran importància gràcies a la construcció el 1894 del ferrocarril Riazan-Kazan.

## Història

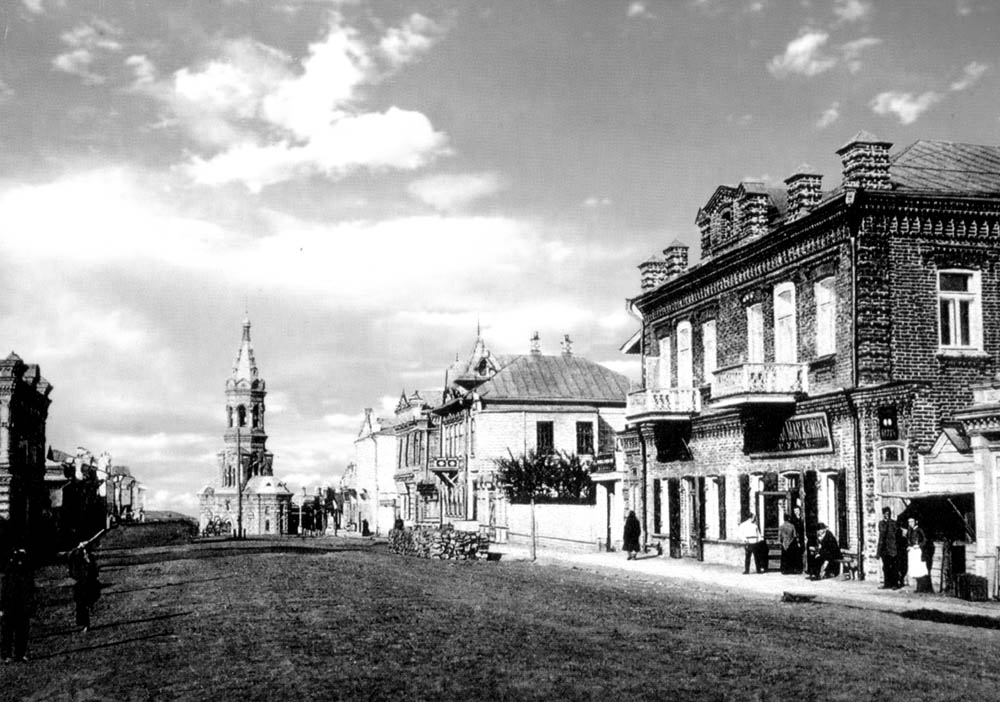
Alàtir, cap a 1910. Al fons l'església de la Mare de Déu de Kazan.

El 1552, l'any de la conquesta de Kazan, l'estat moscovita va fundar una fortalesa a la confluència dels rius Surà i Alàtir. La fortalesa d'Alàtir formava part de la frontera Täteş-Témnikov, que estava destinada a protegir les possessions de Moscòvia de les incursions des del sud. Aviat, però, es va formar un assentament i es constituïren tres slobodàs (viles franques). Més tard, als segles xvi i xvii, es fundaren tres monestirs: el 1584, el de la Santíssima Trinitat; abans de 1601, el de Sant Nicolau Starodévitxi (tancat el 1764) i el 1639, el de Sant Nicolau de Kíiv Novodévitxi.
La població va augmentar molt lentament fins al segle xix: el 1625 hi havia 910 militars, el 1795 hi vivien 2.831 persones i el 1897 la població va créixer fins a 12.209 persones. Aquest increment s'explica tant pel creixement de l'economia com per la inclusió de la Iàmskaia slobodà a la ciutat. Administrativament, Alàtir inicialment va estar lligada a Kazan, per passar a dependre de Nijni Nóvgorod durant gran part del segle xviii i ser assignat a Simbirsk a finals d'aquest segle fins a ser incorporada a la República Autònoma Socialista Txuvaixa el 1925.
Durant els segles xvi i xvii, l'ocupació principal de la població d'Alàtir era el servei militar i l'agricultura, però al segle xviii s'hi van desenvolupar l'artesania i el comerç, activitats que reforçaren la seva importància durant el segle xix. El 1860 a la ciutat hi havia tres manufactures (de seda, midó i potassa) i dotze bòbiles. Abans de la revolució, aparegueren també dues serradores i una impremta. A finals de segle, Alàtir esdevingué el centre industrial més gran del territori de l'actual Txuvàixia. La seva posició es va enfortir amb la inauguració, el 1894, del ferrocarril que relligava la ciutat a Kazan. El 1918 hi havia una escola reial, un gymnasium masculí i un femení i una escola religiosa, a més a més d'un hospital. L'escola reial i els gimnasos eren els únics en el territori que després esdevindria la República Autònoma Txuvaixa. Durant els anys 1920 1930, s'hi van afegir institucions educatives especials i superiors, com l'Institut d'Història Natural d'Alàtir, l'Escola d'Art i Gravat d'Alàtir i l'Institut de Mestres d'Alàtir. Més tard, però, van ser tancades o traslladades. Segons el cens de 1898, els seus habitants representaven més de la meitat de la població urbana de la futura Txuvàixia.
El 1920, en crear-se l'Óblast Autònom Txuvaix, Alàtir no va ser-hi incorporat perquè no hi havia ni a la ciutat ni als seus voltants una població txuvaixa significativa. Tanmateix, durant els anys que seguiren hi hagué fortes discussions per redefinir les fronteres de la nova entitat administrativa. Els representants txuvaixos van intentar incorporar Simbirsk, que amb Kazan era un dels dos centres culturals txuvaixos, com a capital administrativa. A les converses, a vegades també s'hi incloïa Alàtir, que era la segona ciutat industrial de la gubèrnia de Simbirsk, després de Sízran. Finalment, Simbirsk, la ciutat natal de Lenin, no va ser inclosa en els límits de la nova República Socialista Autònoma Txuvaixa, creada el 1925, però sí Alàtir. La ciutat havia d'assegurar a la nova república, molt rural, una base industrial. Xupaixkar, malgrat ser molt més petita (8.800 habitants, segons el cens de 1926, contra 22.400 Alàtir) es mantingué com a capital de Txuvàixia.
Durant l'època soviètica, el nombre d'empreses industrials s'incrementà i diversificà: primer, en l'àmbit de la reparació de locomotores, la silvicultura i la indústria alimentària i, després de la Segona Guerra Mundial, en la construcció de maquinària, la indústria elèctrica, refrigeradors industrials, cinturons de seguretat d'automòbils, etc. Als anys noranta, però, la majoria d'aquestes empreses va deixar de funcionar, en part perquè el principal client havia estat el complex militaroindustrial. La situació va iniciar un cert redreçament a partir de finals de la dècada, amb la reestructuració de les companyies, que es van convertir en societats anònimes, la reorientació de la producció cap a productes de consum i la reaparició de les comandes estatals. La pèrdua d'un 30% de la població entre 1989 i 2021 i d'un 25% entre 2002 i 2021 mostra les dificultats que travessa la ciutat en les dècades que han seguit la desaparició de l'URSS i l'economia planificada.

## Població
|          | 1840  | 1897   | 1926   | 1939   | 1959   | 1979   | 1989   | 2002   | 2010   | 2021   |
| -------- | ----- | ------ | ------ | ------ | ------ | ------ | ------ | ------ | ------ | ------ |
| Població | 5.000 | 12.209 | 22.400 | 29.800 | 36.200 | 45.300 | 46.500 | 43.161 | 38.203 | 32.265 |

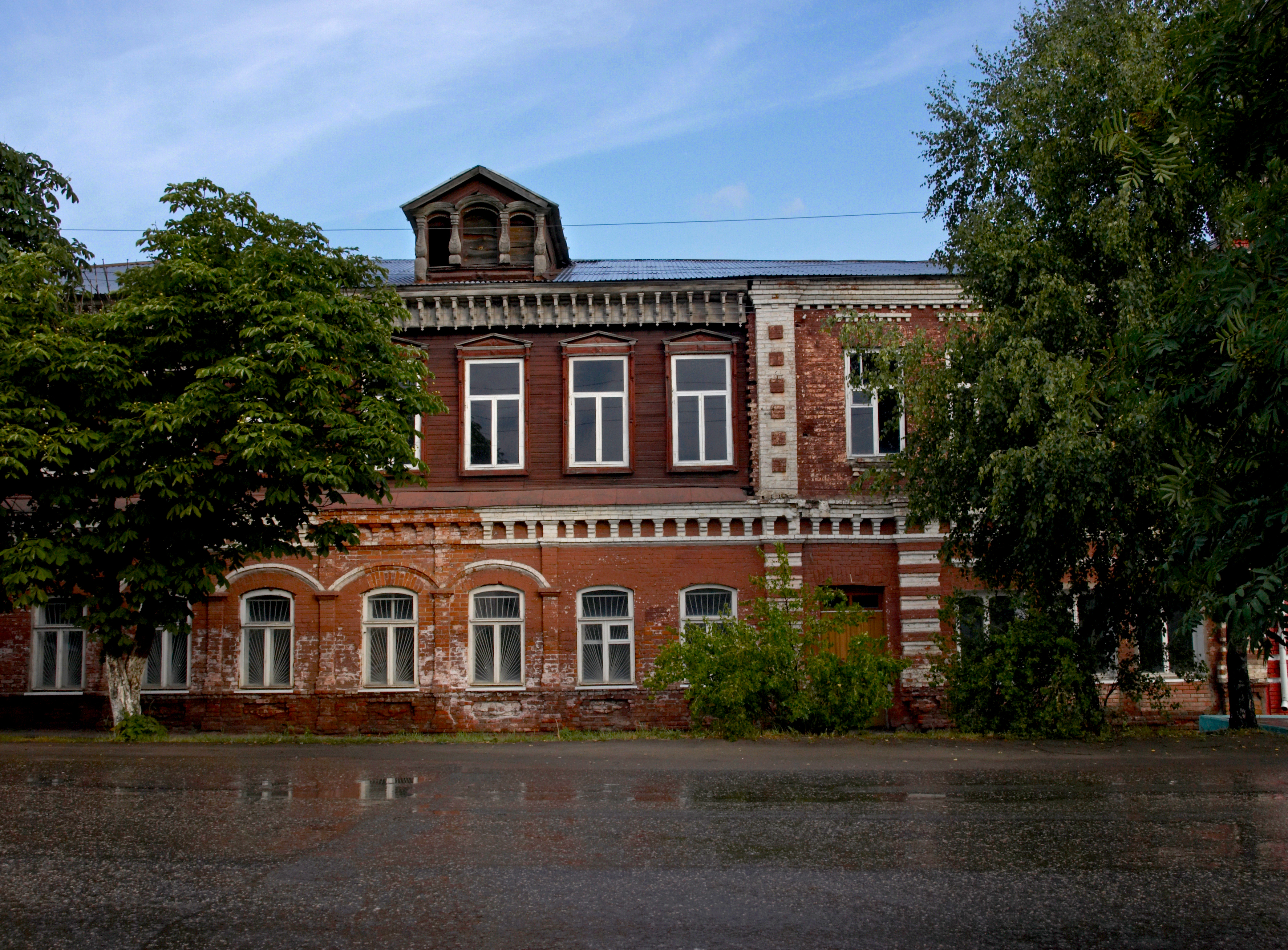
Casa de començaments del segle XX al centre de la vila

Per nacionalitats, la distribució de la població d'Alàtir és molt diferent de la resta de ciutats de la república: els russos hi són una abassegadora majoria, mentre que els txuvaixos representen una petita minoria superada també pels mordovians.
| Població de Txuvàixia per nacionalitats (cens de 2002) | Població de Txuvàixia per nacionalitats (cens de 2002) | Població de Txuvàixia per nacionalitats (cens de 2002) | Població de Txuvàixia per nacionalitats (cens de 2002) |
| Nacionalitat                                           | Total                                                  | Població urbana                                        | Alàtir                                                 |
| ------------------------------------------------------ | ------------------------------------------------------ | ------------------------------------------------------ | ------------------------------------------------------ |
| Txuvaixos                                              | 67,1%                                                  | 56,1%                                                  | 3,2%                                                   |
| Russos                                                 | 26,5%                                                  | 38,3%                                                  | 84,2%                                                  |
| Tàtars                                                 | 2,8%                                                   | 1,9%                                                   | 0,8%                                                   |
| Mordovians                                             | 1,2%                                                   | 1,0%                                                   | 8,2%                                                   |
| Altres nacionalitats                                   | 2,4%                                                   | 2,7%                                                   | 2,0%                                                   |

En el districte d'Alàtir (que envolta la ciutat, però al qual la ciutat no està administrativament adscrit), els russos són també majoritaris. Segons el cens de 2002, són el 60,4% de la població. Els txuvaixos formen el segon grup ètnic, amb un 22,2%, encara que bàsicament circumscrits a dos pobles a l'est, separats per un bosc espès de la resta del districte. Els mordovians, el poble autòcton, representen un 15,9% dels habitants.

## Patrimoni
Alàtir és una de les poblacions amb el patrimoni arquitectònic més ric de Txuvàixia. Tanmateix, tot i que els seus edificis religiosos conservats han estat restaurats després de l'època soviètica, part dels civils espera encara la seva restauració i posada en valor.

Esglésies de sant Joan Baptista i de la Nativitat de la Santíssima Mare de Déu
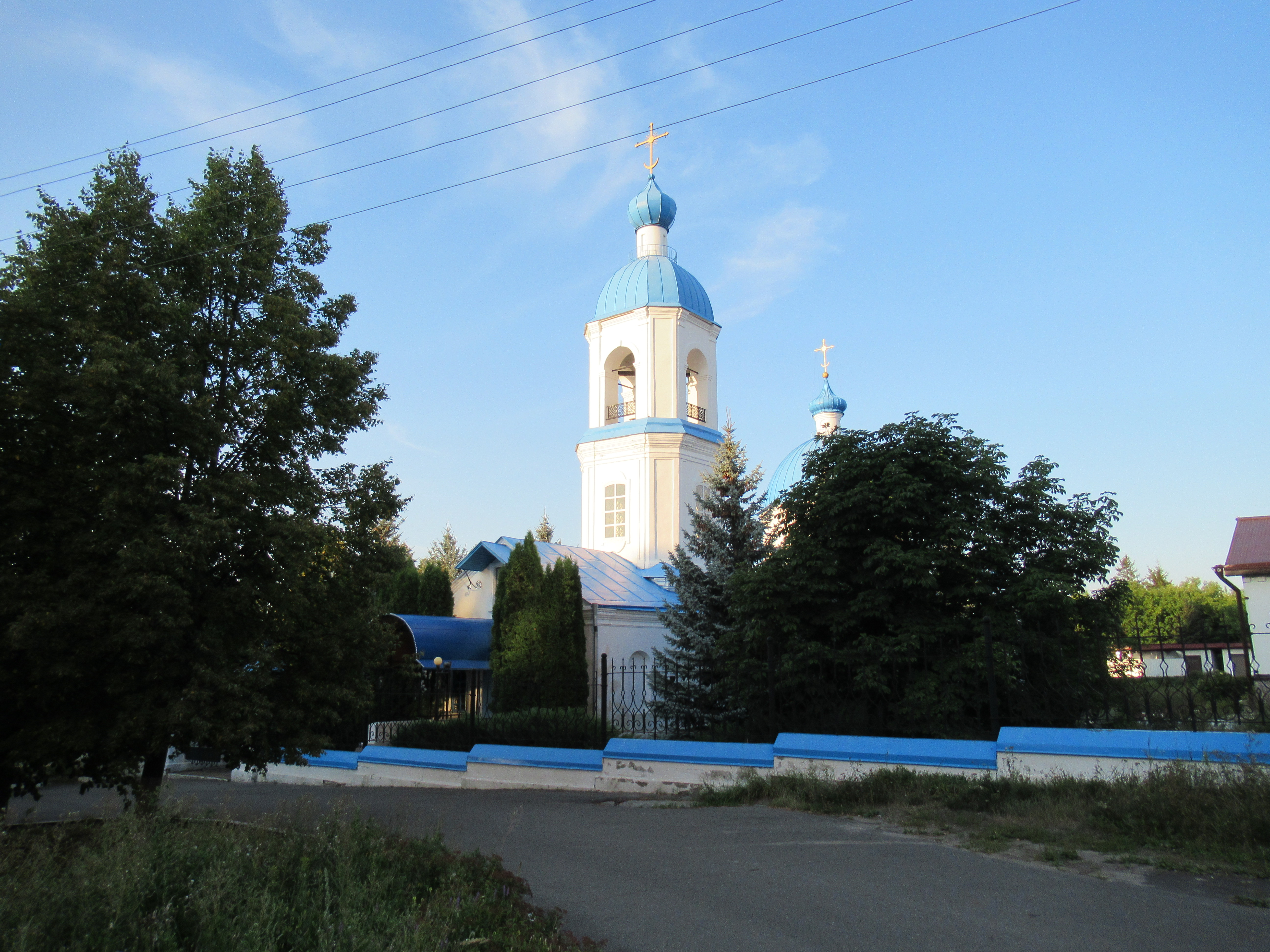
Església de la Nativitat de la Santíssima Mare de Déu
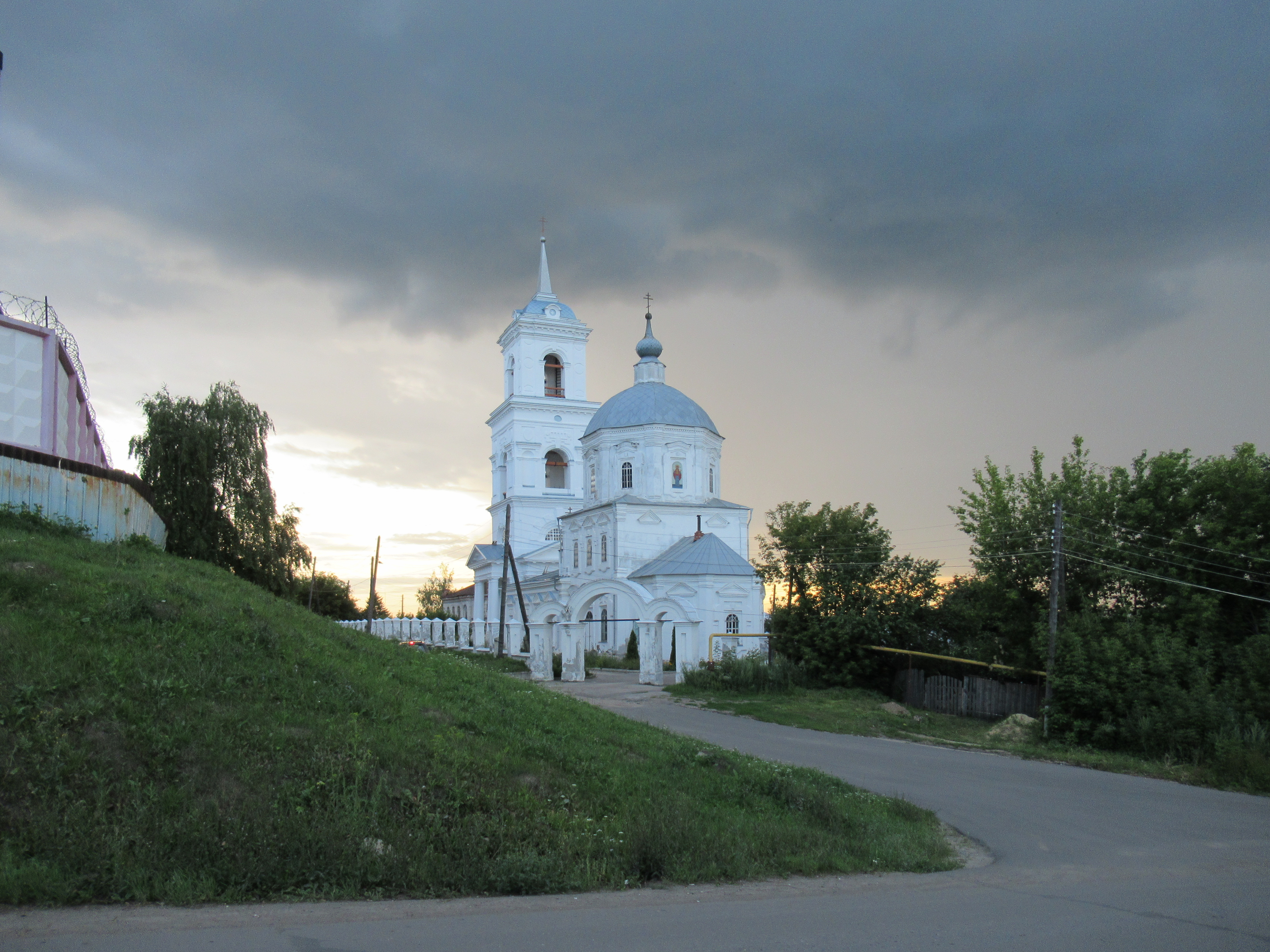
Església de Sant Nicolau
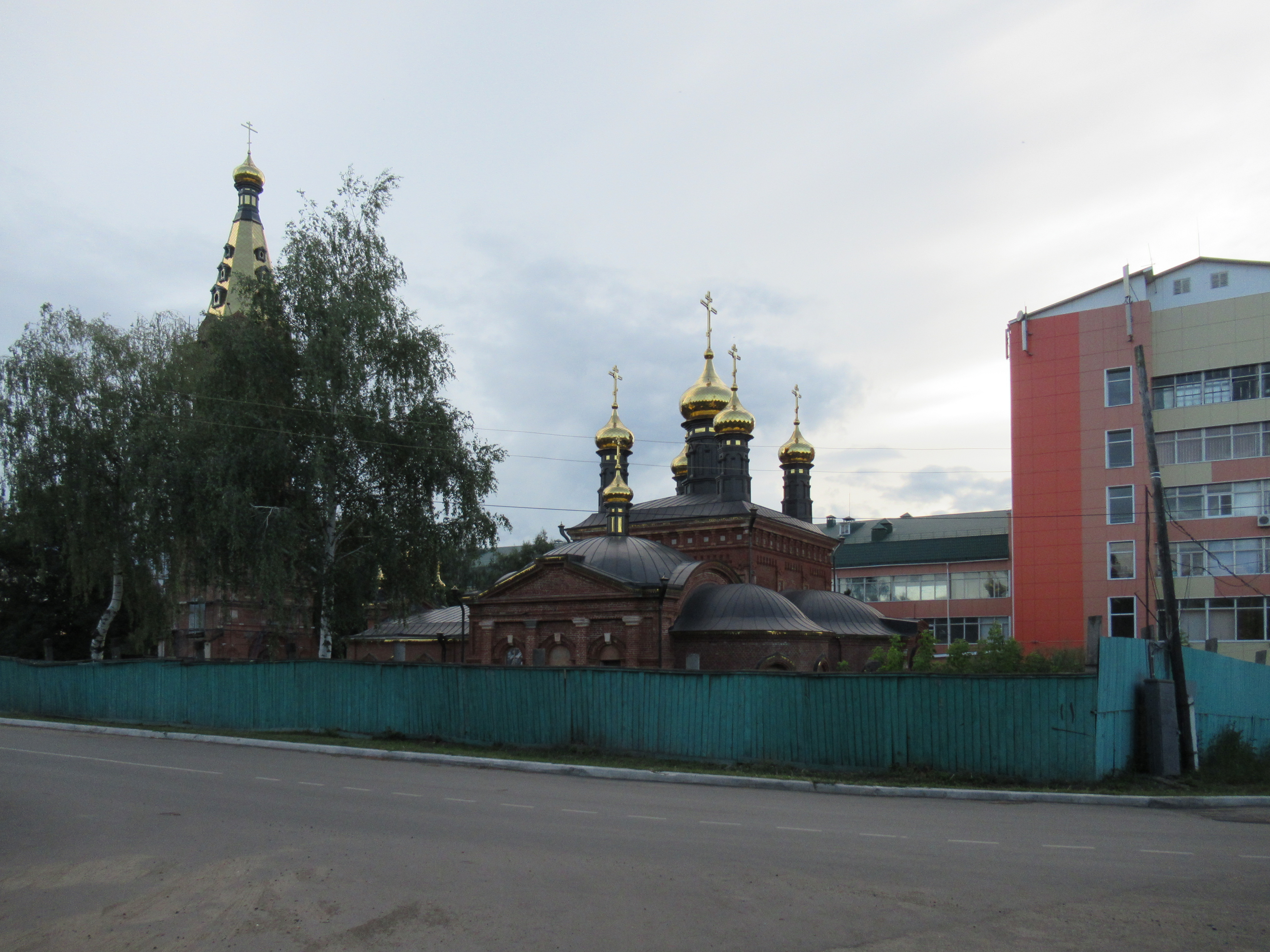
Església de la Icona de la Mare de Déu de Kazan
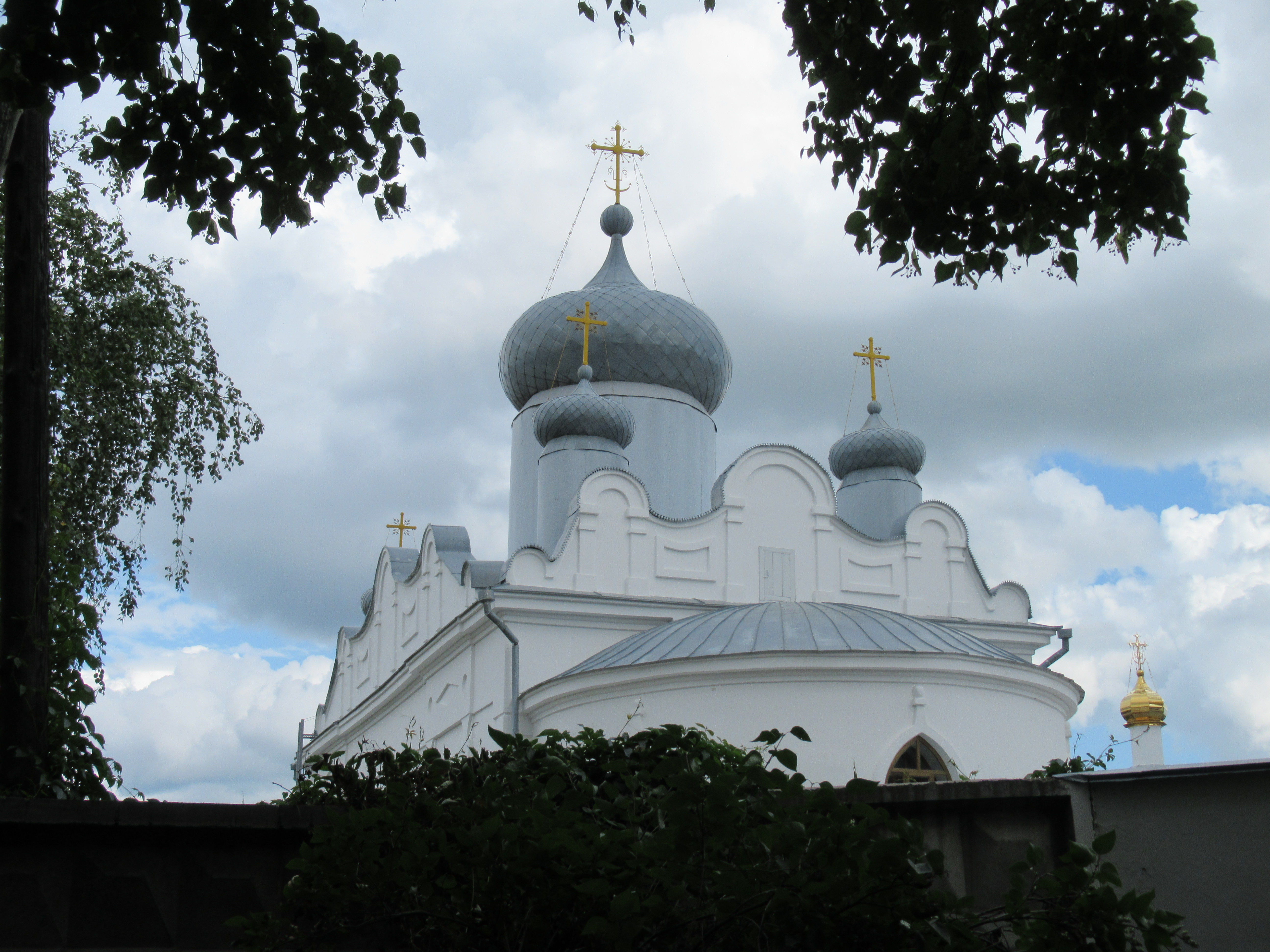
Església del Mantell Protector de la Mare de Déu al monestir de Sant Nicolau de Kíiv
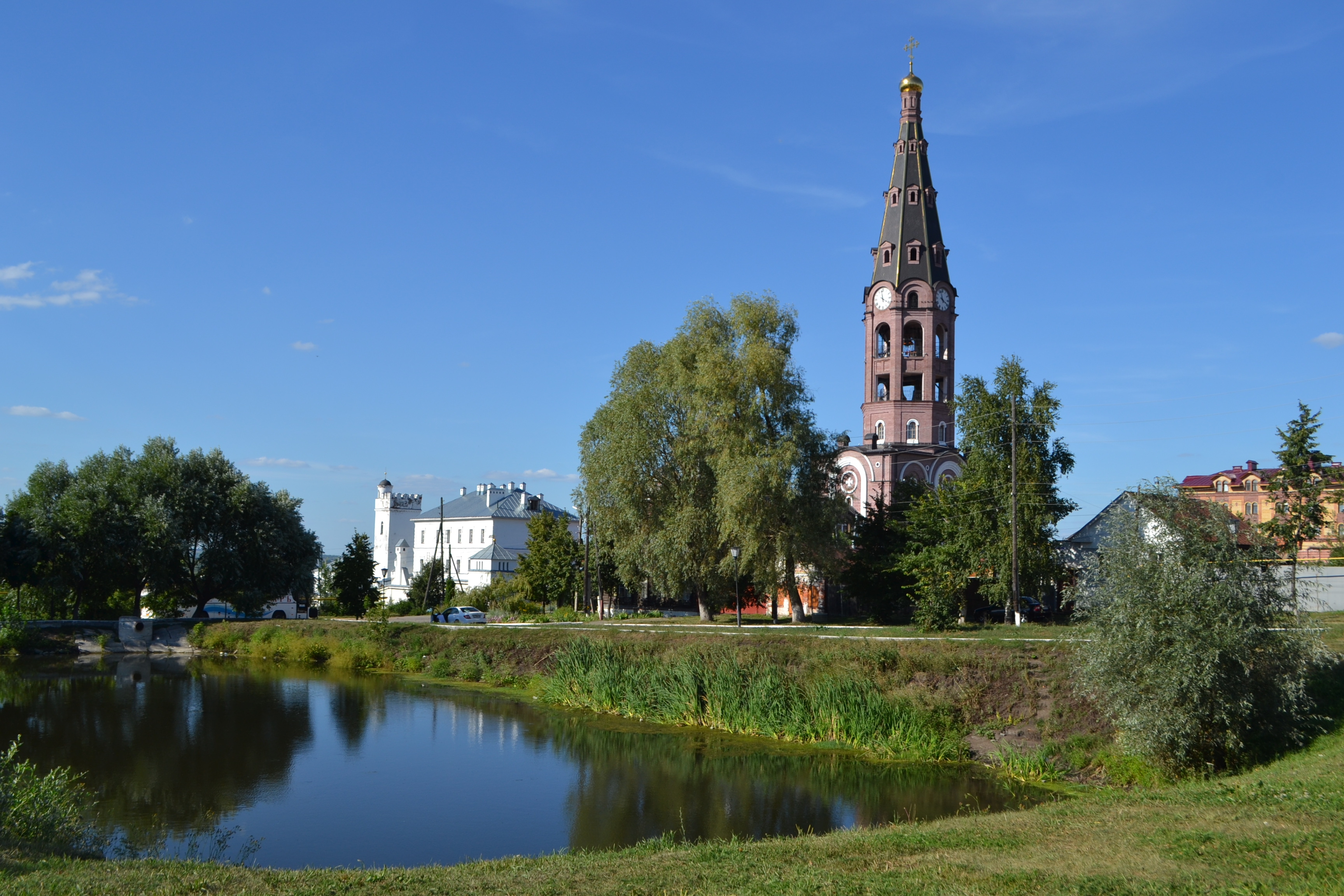
Monestir de la Santíssima Trinitat
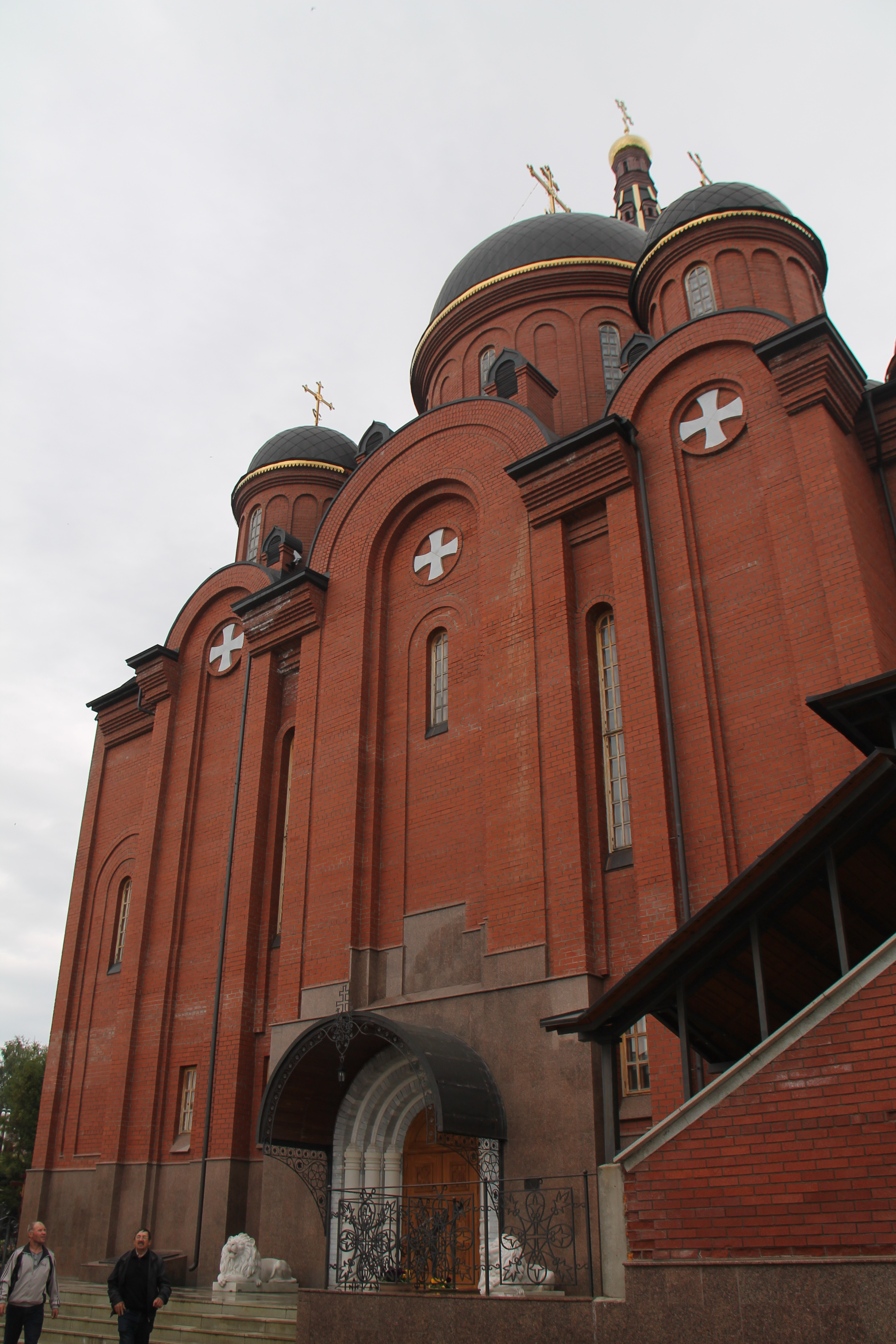
Monestir de la Santíssima Trinitat

Entre els edificis religiosos, la catedral de la Nativitat de la Santíssima Mare de Déu (1747) i  l'església de sant Joan Baptista (1703) estan catalogats com a monuments de la història i cultura de significació Federal. Altres monuments religiosos catalogats són les esglésies de sant Nicolau (1779), de la Icona de la Mare de Déu de Kazan (1779-1893), de l'Exaltació de la Santa Creu (1827), i de Sant Jaume el Menor (1889-1902), el monestir de Sant Nicolau de Kíiv (1737-1764) i el monestir de la Santíssima Trinitat (1801-1905).

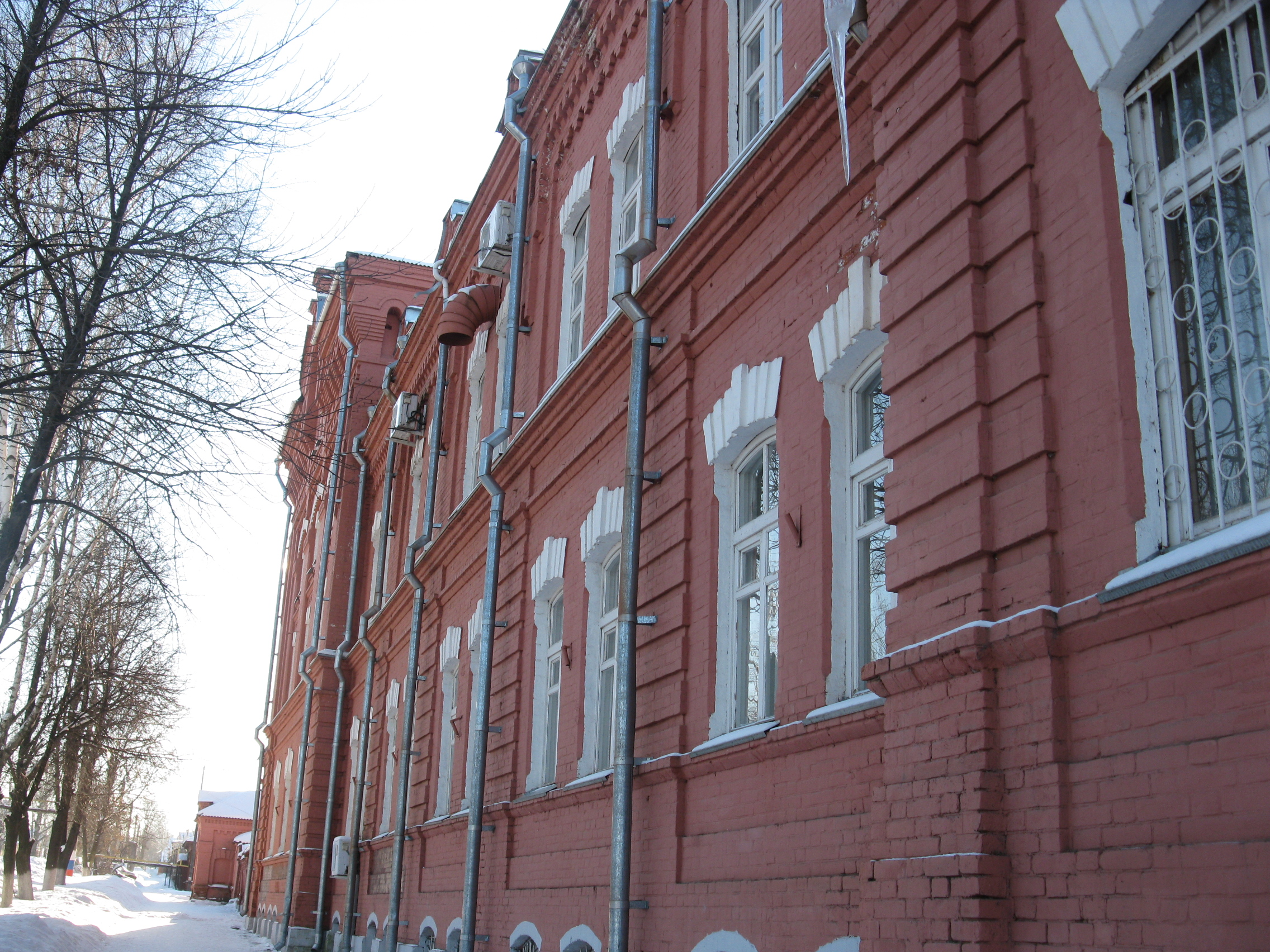
Escola tècnica ferroviària
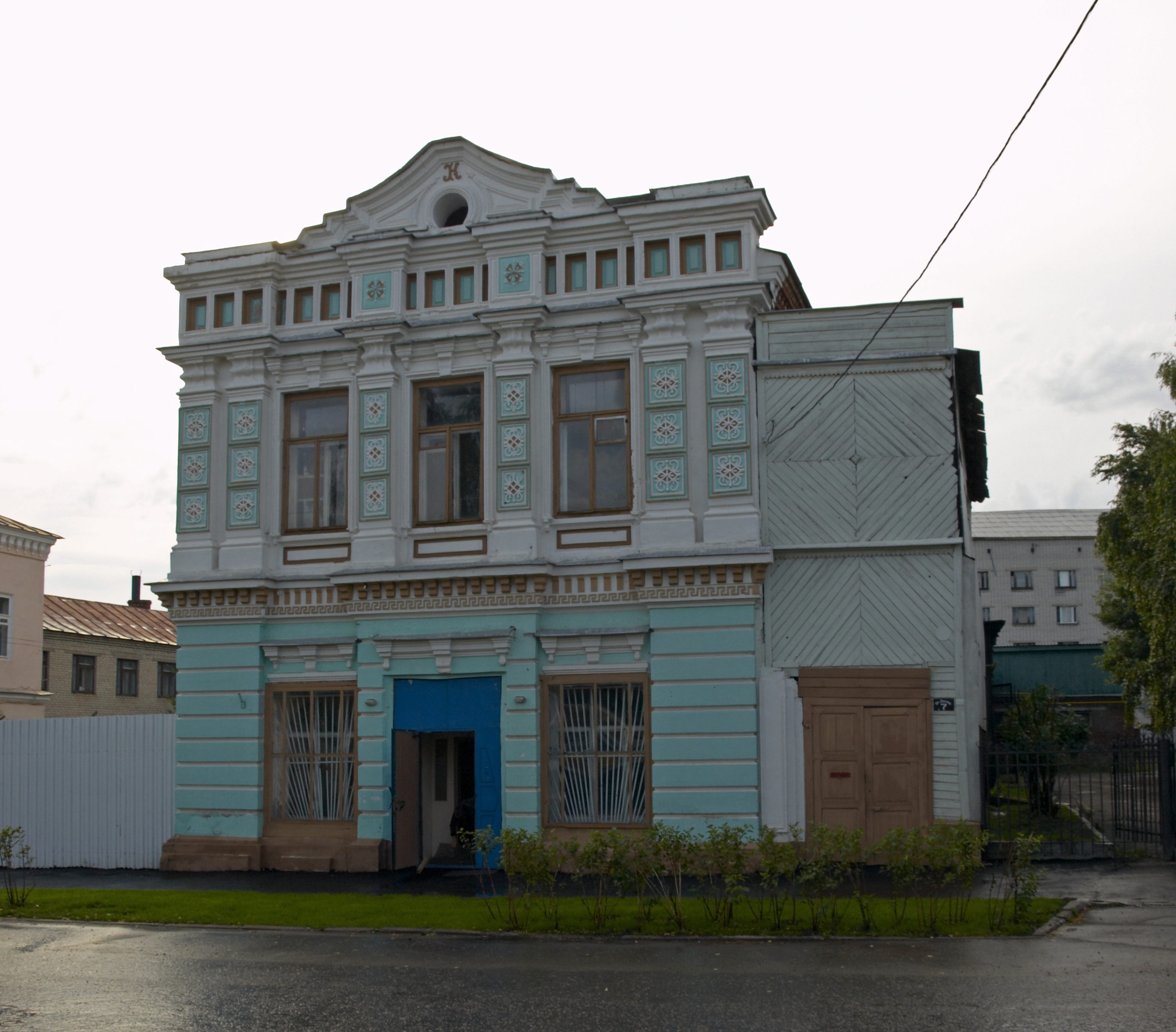
Casa del carrer Lenin, núm. 7
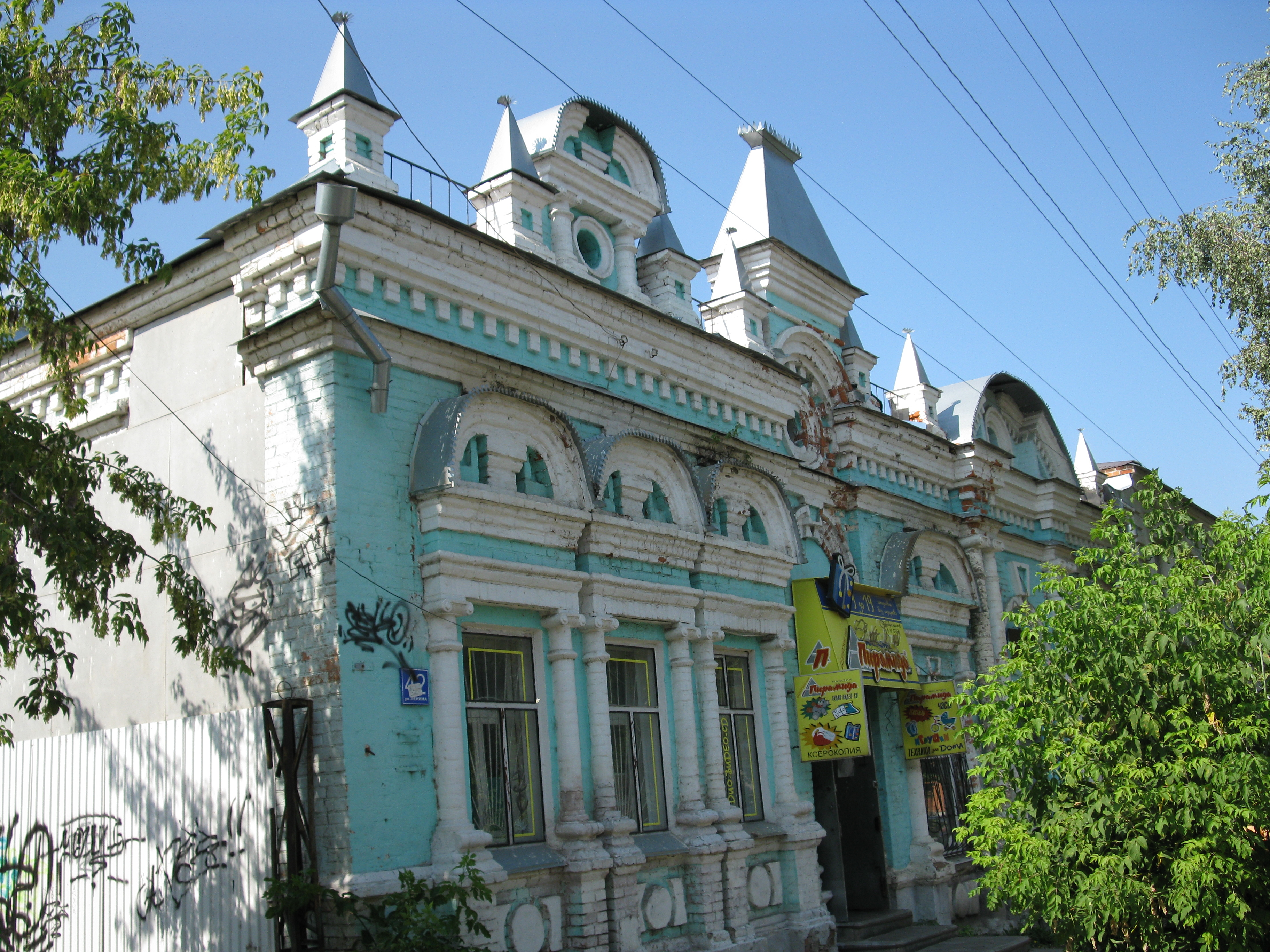
Casa del carrer Lenin, núm. 42
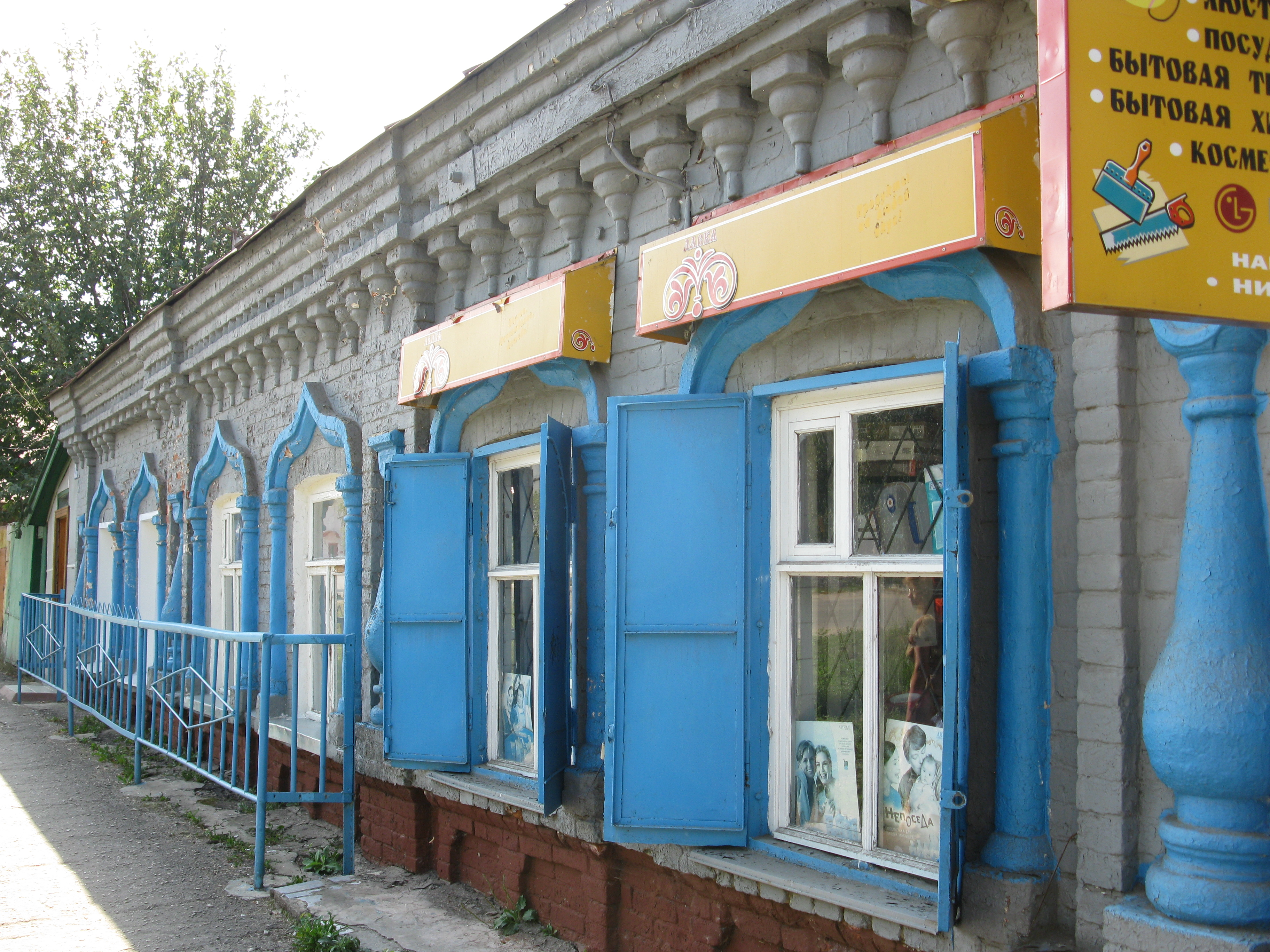
Casa del carrer Lenin, núm. 48
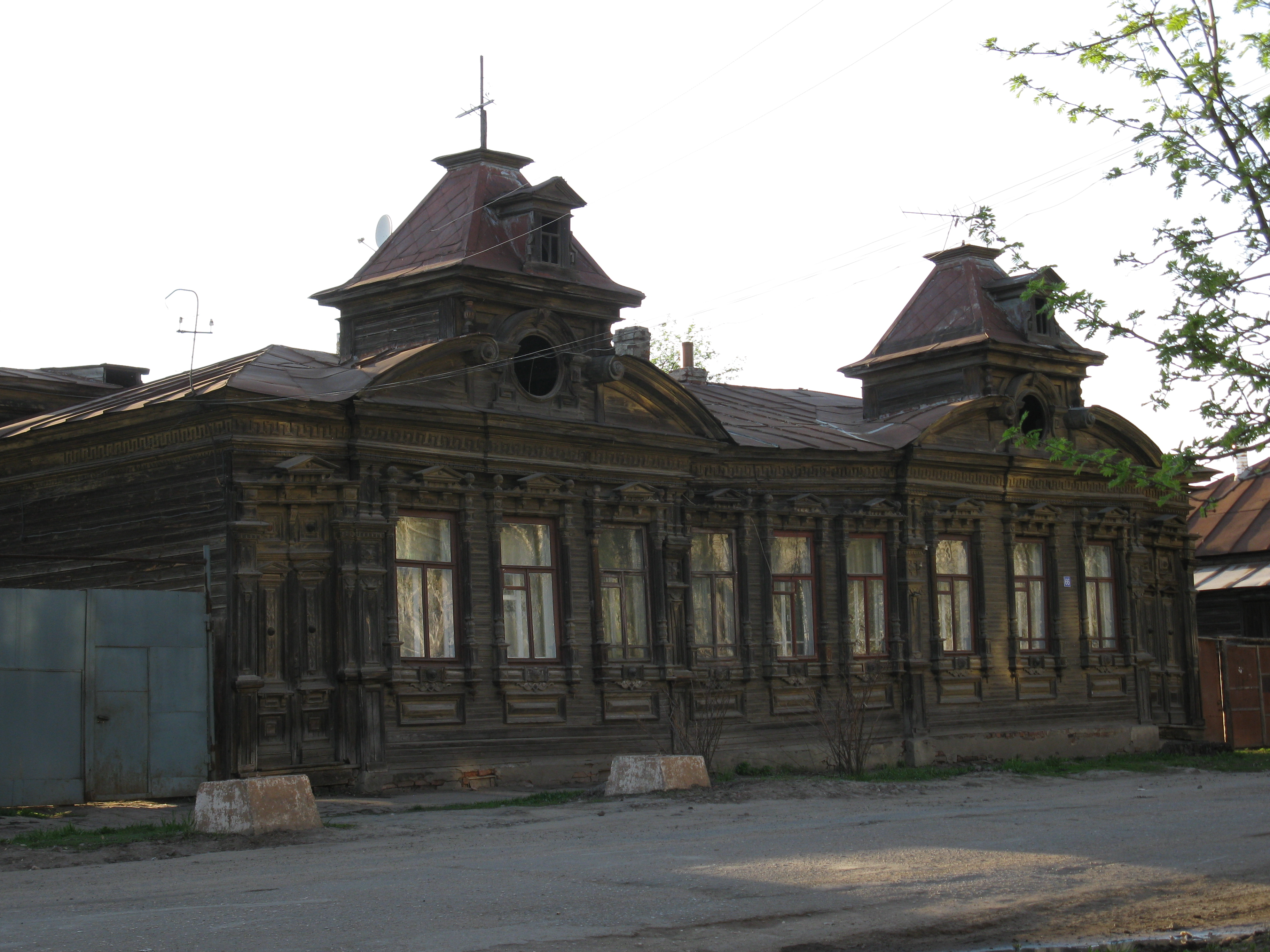
Casa del carrer Lenin, núm. 66
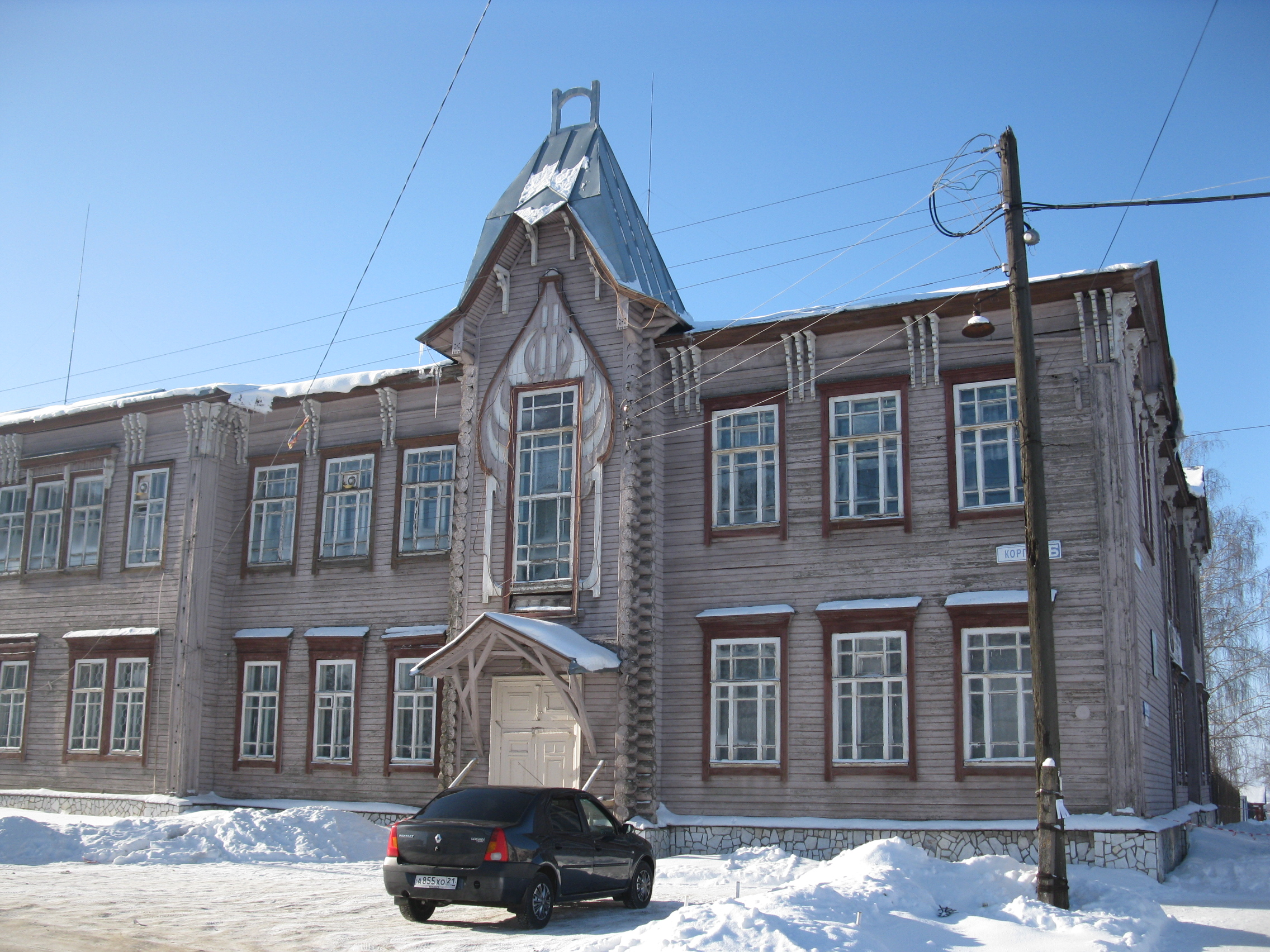
Edifici de l'antiga Escola Superior

Entre els molt nombrosos edificis civils històrics de la ciutat, cal assenyalar l'antic Club de Comerciants (c/ Kírov, núm. 1, 1895-1900), l'edifici de fusta de l'antiga Escola Superior (c/ Komsomol, núm. 47, 1911), la botiga de comerç (c/ Lenin, núm. 5, 1900), i les cases del carrer Lenin núm. 7 (1898), del carrer Lenin núm. 14 (finals del segle xix, d'estil modernista), del carrer Lenin núm. 66 (1900), del carrer Komsomol núm. 20 (finals del segle xix - inicis del segle xx), del carrer Komsomol núm. 22 (finals del segle xix) i del carrer Kírov núm. 26 (finals del segle xix).
La ciutat compta amb un museu d'història local.